# John Joseph Rawlings
John Joseph Rawlings (fl. XX secolo) è stato un ingegnere e inventore britannico.
Fu l'inventore del tassello, conosciuto in patria come rawlplug. Inventò il tassello tra gli anni 1910-1911, presentando domanda di brevetto nel 1911, registrando il marchio rawlplug nel 1912 e ottenendo il brevetto nel 1913
. Nel 1919 l'azienda dei fratelli Rawling la Rawlings Brothers venne rinominata in Rawlplug Ltd.

## Wall plug
Il dispositivo originale fu un cilindro di fibra di juta inserito in un buco fatto mediante un trapano nella parete e nel quale veniva inserita la vite. Tanto più la vite si sinseriva nel cilindro tanto più la fibra si espandeva facendo attrito sulla parete interna del foro nel muro. La fibra naturale venne sostituita con polimeri negli anni '60 del XX secolo (Artur Fischer), mediante  lo stampaggio ad iniezione.

### Brevetto
Brevetto Original document: GB191122680  (A) ― 1913-01-14

## Wall bolt
L'azienda sviluppò successivamente il Rawlbolt, similare al precedente ma di dimensioni maggiori.